# Mauricio Isla
Mauricio Aníbal Isla Isla (Buin, 12 de junho de 1988) é um futebolista chileno que atua como lateral-direito, podendo atuar também como zagueiro e volante.  Atualmente joga pelo Colo-Colo e pela Seleção Chilena.

## Carreira

### Udinese
Isla foi formado nas categorias de base da Universidad Católica, mas não chegou a atuar pelo clube chileno devido ao fato da Udinese o contratar em 2007, após ser um dos destaques da campanha do terceiro lugar da Seleção Chilena no Mundial Sub-20.
O lateral-direito, que também chegou a atuar no meio-campo, ficou ao todo cinco temporadas no clube italiano. Foram 153 jogos disputados e 7 gols marcados.

### Juventus
Em 1 de julho de 2012, foi envolvido numa troca juntamente com Kwadwo Asamoah e se transferiu para a Juventus, por 9,4 milhões de euros. O chileno fez parte da equipe que conquistou dois Scudettos e três Supercopas da Itália. Ao todo, disputou 48 partidas e não marcou gols.

### Empréstimos

#### Queens Park Rangers
Em 5 de agosto de 2014, Isla foi emprestado ao Queens Park Rangers. Esteve em campo em 27 jogos na temporada que resultou no rebaixamento na Premier League.

#### Olympique de Marseille
Em 2015, foi emprestado ao  Olympique de Marseille, participando de uma campanha que resultou no vice-campeonato da Copa da França de Futebol.

### Cagliari
Em 10 de agosto de 2016, Isla foi contratado pelo recém chegado a Série A, Cagliari, por três temporadas. Após não chegar a um acordo com o clube, foi anunciada a sua saída em 21 de julho. Ao todo, teve um bom desempenho pelo clube de Sardenha, fez 35 jogos e marcou um gol e concedeu 8 assistências.

### Fenerbahçe
Assinou com o clube turco Fenerbahçe por 3 temporadas, em 21 de julho de 2017.
Em 10 de junho de 2020, após 3 anos, foi anunciada a sua saída do clube. Ao todo, foram 91 jogos, 12 assistências e nenhum gol.

### Flamengo
No dia 18 de agosto de 2020, assinou com o Flamengo até dezembro de 2022.
Marcou seu 1º gol com a camisa do Flamengo em 20 de dezembro de 2020, em uma vitória por 4 a 3 sobre o Bahia, em partida válida pela 26º rodada do Campeonato Brasileiro.
Ele marcou novamente no Brasileirão em um jogo contra o Grêmio, em partida valida pela 23a rodada do campeonato. Com 5 assistências e dois gols na competição, ele foi eleito, pela ESPN Brasil, o melhor lateral-direito do certame (Troféu Bola de Prata).
Isla terminou o ano 2021, com 36 jogos (24V/6E/6D), nenhum gol e quatro assistências.
Suas atuações o levaram a ser eleito para a Seleção da Conmebol pela IFFHS em 2021.
Em fevereiro de 2022, Isla apresentou um quadro viral no dia de uma partida contra o Resende, porém no mesmo dia do jogo o lateral foi flagrado em uma festa. Como punição, Isla teve de pagar em 10% do salário e o cortou do clássico contra o Vasco. Retornou ao time na vitória de 6–0 contra o Bangu pela 11ª rodada do Campeonato Carioca em 12 de março de 2022, tendo entrado no segundo tempo e dado uma assistência para Gabriel fazer o último gol. Após ficar novamente um bom tempo sem atuar pelo clube, voltou a entrar um mês depois em uma partida no dia 17 de abril, tendo entrado no segundo tempo no lugar de Rodinei e feito um bonito gol de perna esquerda, o segundo gol da vitória de 3–1 sobre o São Paulo 2ª rodada do Campeonato Brasileiro.

### Universidad Católica
Em 24 de junho de 2022  Isla foi apresentado como novo reforço da Universidad Católica. O jogador foi formado no clube chileno, contudo nunca chegou a jogar pela equipe principal. Isla brilhou em sua estreia no time, com duas assistências ajudando assim Universidad Católica a vencer por 3 a 0 o Unión San Felipe, da Segunda Divisão, e avançou para as oitavas de final da Copa do Chile.

## Seleção Chilena

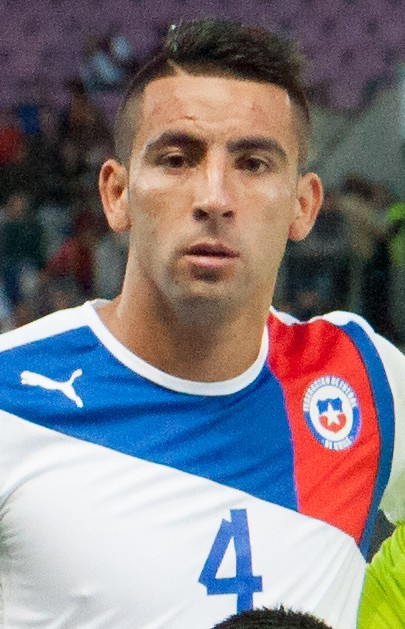
Isla em partida contra a Espanha 2013

### Sub-20
Foi um dos destaques da Seleção Chilena Sub-20 no Mundial de 2007, que terminou em 3° lugar após ganhar da Áustria.

### Principal
Após o bom Mundial Sub-20, foi convocado pelo técnico Marcelo Bielsa e estreou no dia 7 de setembro de 2007, contra a Suíça. Foi convocado e atuou como titular nas Copas do Mundo de 2010 e 2014, e foi titular nas conquistas das Copas Américas de 2015 e 2016, os primeiros títulos da história da Seleção. Fez seu primeiro gol pelo Chile em 7 de setembro de 2010, na derrota de 2–1 para a Ucrânia.
Isla chegou a 100 jogos com a La Roja em 24 de março de 2018, na vitória de 2–1 sobre a Suécia em um amistoso. Em 23 de outubro, fez seu quarto gol pela seleção no empate de 1–1 com a Rússia em um amistoso.
Foi também convocado para a Copa América de 2019 em 26 de junho e também para a Copa América de 2021 em 10 de junho. Em 18 de janeiro de 2022, foi convocado para duas rodadas das Eliminatórias da Copa do Mundo de 2022, contra a Argentina e Chile. Em 10 de outubro de 2021 na 5ª rodada das Eliminatórias, fez deu uma assistência e fez um gol na vitória de 2–0 sobre o Paraguai.
No jogo contra a Bolívia em 3 de fevereiro, foi importante ao dar duas assistências e contribuir para a vitória de 3–2, ajudando o Chile a manter vivas as chances de ir à Copa.

## Estilo de jogo
Considerado um jogador taticamente versátil, Isla joga principalmente no flanco direito como lateral, mas também pode atuar em várias outras posições, como volante, líbero, meia central ou como um meia direito. Isso é possível devido à sua resistência, técnica, força e ritmo.

## Estatísticas
Atualizado até 25 de junho de 2022.

### Clubes
| Equipe                 | Temporada         | Campeonato nacional | Campeonato nacional | Campeonato nacional | Copa nacional[a] | Copa nacional[a] | Copa nacional[a] | Competições continentais[b] | Competições continentais[b] | Competições continentais[b] | Outros torneios[c] | Outros torneios[c] | Outros torneios[c] | Total | Total | Total   |
| Equipe                 | Temporada         | Jogos               | Gols                | Assist.             | Jogos            | Gols             | Assist.          | Jogos                       | Gols                        | Assist.                     | Jogos              | Gols               | Assist.            | Jogos | Gols  | Assist. |
| ---------------------- | ----------------- | ------------------- | ------------------- | ------------------- | ---------------- | ---------------- | ---------------- | --------------------------- | --------------------------- | --------------------------- | ------------------ | ------------------ | ------------------ | ----- | ----- | ------- |
| Udinese                | 2007–08           | 10                  | 0                   | 0                   | 3                | 0                | 1                | —                           | —                           | —                           | —                  | —                  | —                  | 13    | 0     | 1       |
| Udinese                | 2008–09           | 32                  | 0                   | 1                   | 1                | 0                | 0                | 10                          | 0                           | 1                           | —                  | —                  | —                  | 43    | 0     | 2       |
| Udinese                | 2009–10           | 30                  | 1                   | 9                   | 3                | 0                | 0                | —                           | —                           | —                           | —                  | —                  | —                  | 33    | 1     | 9       |
| Udinese                | 2010–11           | 34                  | 2                   | 7                   | 1                | 1                | 0                | —                           | —                           | —                           | —                  | —                  | —                  | 35    | 3     | 7       |
| Udinese                | 2011–12           | 21                  | 3                   | 2                   | —                | —                | —                | 7                           | 0                           | 0                           | —                  | —                  | —                  | 28    | 3     | 2       |
| Udinese                | Total             | 127                 | 6                   | 19                  | 8                | 1                | 1                | 17                          | 0                           | 1                           | 0                  | 0                  | 0                  | 152   | 7     | 21      |
| Juventus               | 2012–13           | 11                  | 0                   | 1                   | 4                | 0                | 0                | 5                           | 0                           | 2                           | —                  | —                  | —                  | 20    | 0     | 3       |
| Juventus               | 2013–14           | 18                  | 0                   | 1                   | 1                | 0                | 0                | 8                           | 0                           | 0                           | —                  | —                  | —                  | 27    | 0     | 1       |
| Juventus               | 2015–16           | 1                   | 0                   | 0                   | —                | —                | —                | —                           | —                           | —                           | —                  | —                  | —                  | 1     | 0     | 0       |
| Juventus               | Total             | 30                  | 0                   | 2                   | 5                | 0                | 0                | 13                          | 0                           | 2                           | 0                  | 0                  | 0                  | 48    | 0     | 4       |
| Queens Park Rangers    | 2014–15           | 26                  | 0                   | 2                   | 1                | 0                | 0                | —                           | —                           | —                           | —                  | —                  | —                  | 27    | 0     | 2       |
| Queens Park Rangers    | Total             | 26                  | 0                   | 2                   | 1                | 0                | 0                | 0                           | 0                           | 0                           | 0                  | 0                  | 0                  | 27    | 0     | 2       |
| Olympique de Marseille | 2015–16           | 23                  | 2                   | 1                   | 7                | 0                | 1                | 8                           | 0                           | 0                           | —                  | —                  | —                  | 38    | 2     | 2       |
| Olympique de Marseille | Total             | 23                  | 2                   | 1                   | 7                | 0                | 1                | 8                           | 0                           | 0                           | 0                  | 0                  | 0                  | 38    | 2     | 2       |
| Cagliari               | 2016–17           | 34                  | 1                   | 7                   | 1                | 0                | 1                | —                           | —                           | —                           | —                  | —                  | —                  | 35    | 1     | 8       |
| Cagliari               | Total             | 34                  | 1                   | 7                   | 1                | 0                | 1                | 0                           | 0                           | 0                           | 0                  | 0                  | 0                  | 35    | 1     | 8       |
| Fenerbahçe             | 2017–18           | 21                  | 0                   | 3                   | 4                | 0                | 0                | 4                           | 0                           | 0                           | —                  | —                  | —                  | 29    | 0     | 3       |
| Fenerbahçe             | 2018–19           | 28                  | 0                   | 6                   | 1                | 0                | 0                | 8                           | 0                           | 0                           | —                  | —                  | —                  | 37    | 0     | 6       |
| Fenerbahçe             | 2019–20           | 19                  | 0                   | 3                   | 6                | 0                | 0                | 0                           | 0                           | 0                           | —                  | —                  | —                  | 25    | 0     | 3       |
| Fenerbahçe             | Total             | 68                  | 0                   | 12                  | 11               | 0                | 0                | 12                          | 0                           | 0                           | 0                  | 0                  | 0                  | 91    | 0     | 12      |
| Flamengo               | 2020              | 29                  | 2                   | 5                   | 2                | 0                | 0                | 3                           | 0                           | 0                           | —                  | —                  | —                  | 34    | 2     | 5       |
| Flamengo               | 2021              | 15                  | 0                   | 3                   | 4                | 0                | 0                | 11                          | 0                           | 0                           | 6                  | 0                  | 1                  | 36    | 0     | 4       |
| Flamengo               | 2022              | 4                   | 1                   | 0                   | 0                | 0                | 0                | 2                           | 0                           | 1                           | 4                  | 0                  | 1                  | 10    | 1     | 1       |
| Flamengo               | Total             | 48                  | 3                   | 8                   | 6                | 0                | 0                | 16                          | 0                           | 1                           | 10                 | 0                  | 2                  | 81    | 3     | 10      |
| Universidad Católica   | 2022              | 1                   | 0                   | 0                   | 1                | 0                | 2                | —                           | —                           | —                           | —                  | —                  | —                  | 3     | 0     | 2       |
| Universidad Católica   | Total             | 1                   | 0                   | 0                   | 1                | 0                | 2                | 1                           | 0                           | 0                           | 0                  | 0                  | 0                  | 3     | 0     | 2       |
| Total na carreira      | Total na carreira | 357                 | 12                  | 51                  | 40               | 1                | 5                | 67                          | 0                           | 4                           | 10                 | 0                  | 2                  | 474   | 13    | 61      |

- a. ^ Jogos da Copa da Itália, Copa da Inglaterra, Copa da França, Copa da Liga Francesa, Copa da Turquia e Copa do Brasil
- b. ^ Jogos da Liga Europa, Liga dos Campeões da UEFA e Libertadores da América
- c. ^ Jogos do Campeonato Carioca e Supercopa do Brasil

### Seleção Chilena
Abaixo estão listados todos jogos e gols do futebolista pela Seleção Chilena, desde as categorias de base. Abaixo da tabela, clique em expandir para ver a lista detalhada dos jogos de acordo com a categoria selecionada.
Sub-20
| Ano   |       |      |         |       |
| Ano   | Jogos | Gols | Assist. | Média |
| ----- | ----- | ---- | ------- | ----- |
| 2007  | 16    | 2    | 0       | 0,12  |
| Total | 16    | 2    | 0       | 0,12  |

Principal
| Ano   |       |      |         |       |
| Ano   | Jogos | Gols | Assist. | Média |
| ----- | ----- | ---- | ------- | ----- |
| 2007  | 1     | 0    | 0       | 0     |
| 2008  | 2     | 0    | 0       | 0     |
| 2009  | 7     | 0    | 0       | 0     |
| 2010  | 8     | 1    | 1       | 0,12  |
| 2011  | 13    | 1    | 2       | 0,07  |
| 2012  | 3     | 0    | 1       | 0     |
| 2013  | 10    | 0    | 1       | 0     |
| 2014  | 13    | 0    | 3       | 0     |
| 2015  | 14    | 1    | 2       | 0,07  |
| 2016  | 14    | 0    | 2       | 0     |
| 2017  | 14    | 1    | 0       | 0,07  |
| 2018  | 6     | 0    | 0       | 0     |
| 2019  | 10    | 0    | 2       | 0     |
| 2020  | 3     | 0    | 0       | 0     |
| 2021  | 14    | 1    | 1       | 0,11  |
| 2022  | 4     | 0    | 2       | 0,5   |
| Total | 136   | 5    | 17      | 0,16  |

Seleção Chilena (total)
| Ano   |       |      |         |       |
| Ano   | Jogos | Gols | Assist. | Média |
| ----- | ----- | ---- | ------- | ----- |
| 2007  | 17    | 2    | 0       | 0,11  |
| 2008  | 2     | 0    | 0       | 0     |
| 2009  | 7     | 0    | 0       | 0     |
| 2010  | 8     | 1    | 1       | 0,12  |
| 2011  | 13    | 1    | 2       | 0,07  |
| 2012  | 3     | 0    | 1       | 0     |
| 2013  | 10    | 0    | 1       | 0     |
| 2014  | 13    | 0    | 3       | 0     |
| 2015  | 14    | 1    | 2       | 0,07  |
| 2016  | 14    | 0    | 2       | 0     |
| 2017  | 14    | 1    | 0       | 0,07  |
| 2018  | 6     | 0    | 0       | 0     |
| 2019  | 10    | 0    | 2       | 0     |
| 2020  | 3     | 0    | 0       | 0     |
| 2021  | 14    | 1    | 1       | 0,11  |
| 2022  | 4     | 0    | 2       | 0,50  |
| Total | 152   | 7    | 17      | 0,15  |

## Títulos
Juventus
- Serie A: 2012–13 e 2013–14
- Supercopa da Itália: 2012, 2013 e 2015

Flamengo
- Campeonato Brasileiro: 2020
- Supercopa do Brasil: 2021
- Campeonato Carioca: 2021
- Taça Guanabara: 2021
- Copa do Brasil: 2022
- Copa Libertadores da América: 2022

Seleção Chilena
- Copa América: 2015, 2016

## Prêmios individuais
- 2014 - 200 melhores futebolistas do ano: Diário Marca[41]
- 2016 - Equipe ideal da Copa América Centenário[42]
- Troféu ESPN Bola de Prata Sportingbet de melhor lateral direito do Campeonato Brasileiro: 2020[43]
- Equipe ideal da Copa América: 2021[44]
- Seleção do Ano da Conmebol pela IFFHS: 2021[17]

## Honrarias
- 2010 - Medalha Bicentenário[45]